# A.T.S. 100

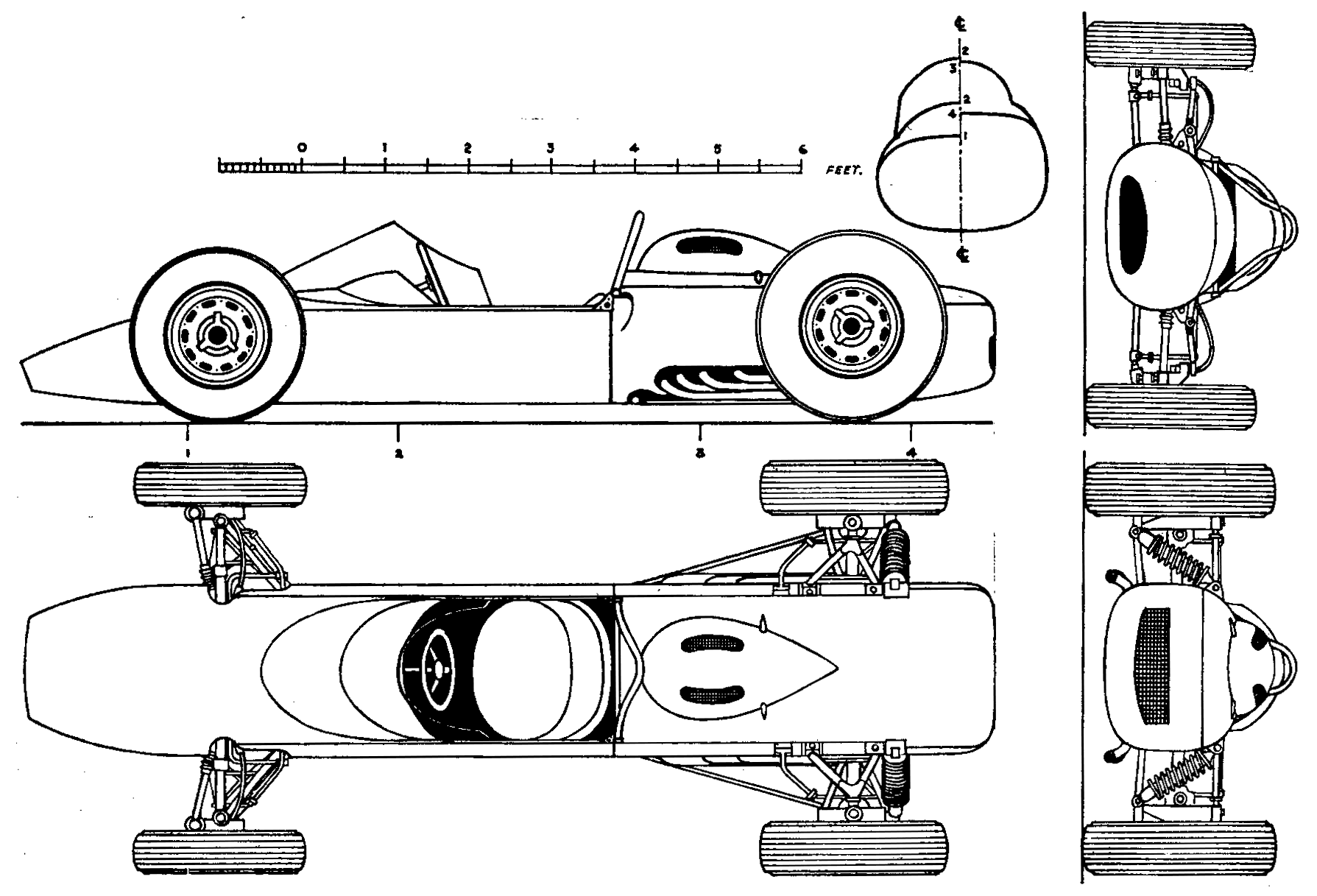
A.T.S. 100

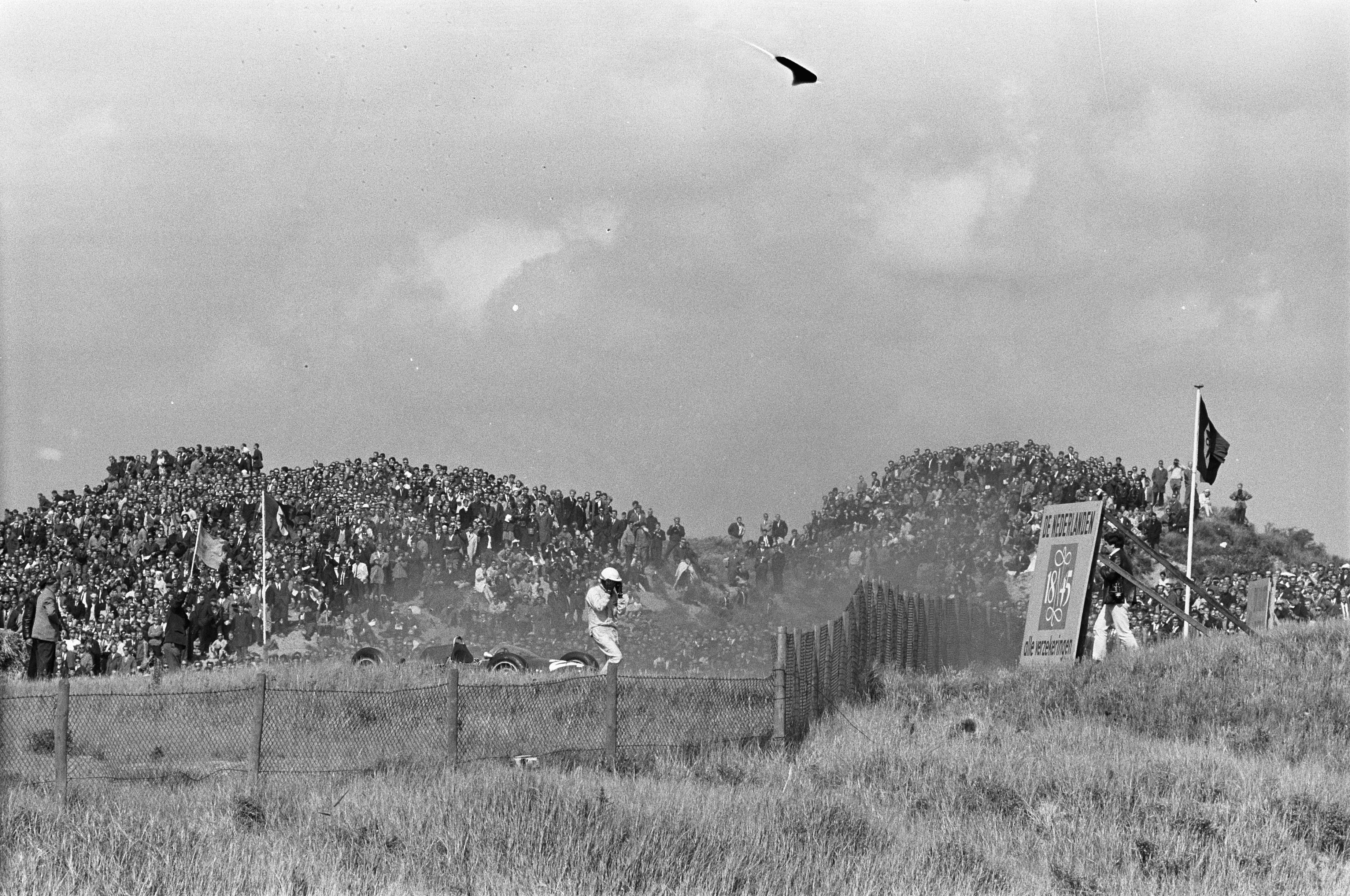
Der Ausfall der Tipo 100 von Phil Hill beim Großen Preis der Niederlande 1963

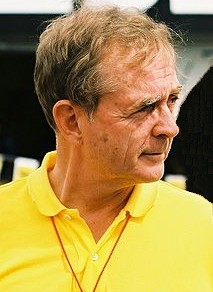
Fuhr 1963 für A.T.S.: Der ehemalige Formel-1-Weltmeister Phil Hill

Der A.T.S. Tipo 100 (auch: A.T.S. 100) war ein Formel-1-Rennwagen des italienischen Unternehmens Automobili Turismo e Sport (A.T.S.), das von dem ehemaligen Alfa-Romeo- und Ferrari-Ingenieur Carlo Chiti entwickelt worden war und in der Formel-1-Saison 1963 zu einigen Rennen gemeldet wurde. Das Auto war problematisch konstruiert – so musste anfänglich der Rahmen zersägt werden, um einen Motorwechsel vorzunehmen – und technisch unzuverlässig. Insgesamt gab es nur zwei Zielankünfte des A.T.S. 100.

## Konstruktion
Der A.T.S. 100 verfügte über einen Gitterrohrrahmen, der in seiner Struktur den zeitgenössischen Rennwagen der Scuderia Ferrari ähnelte, die ebenfalls von Chiti entworfen worden waren. Der Aufbau bestand aus Aluminium; das Auto hatte eine lange, niedrige Nase mit einer ovalen Kühleröffnung sowie zeitweise eine hohe Motorabdeckung, in die eine Kopfstütze integriert war.
Als Antrieb diente ein von Chiti entwickelter Achtzylinder-V-Motor mit 1,5 Litern Hubraum und zwei obenliegenden Nockenwellen für jede Zylinderbank. Jeder Zylinder verfügte über zwei Ventile und zwei Zündkerzen. Die Gemischaufbereitung erfolgte anfänglich über vier Doppelvergaser von Weber, später stellte Chiti auf eine Benzineinspritzung von Lucas um. Die Leistung des Motors wurde mit 188 PS angegeben; sie lag damit 20 bis 30 PS unter dem Leistungsniveau, das die Spitzenmotoren von Ferrari oder BRM erreichten. Die Kraftübertragung erfolgte über ein Sechsganggetriebe von Colotti, das Chiti für den Einsatz im ATS modifizierte.
Der A.T.S. 100 wurde erstmals Ende 1962 der Öffentlichkeit vorgestellt. Der Prototyp verfügte über glatte, attraktive Linien und war sauber zusammengebaut.
In den folgenden Monaten überarbeitete Chiti das Auto grundlegend. Bei den ersten Testfahrten hatte sich herausgestellt, dass der Tipo 100 sehr verwindungsfreudig war. Um die Steifigkeit des Fahrzeugs zu erhöhen, wurde oberhalb des Motors verstärkende Stahlrohre installiert, die quer zur Fahrtrichtung angeordnet waren. Diese Rohre verhinderten ein schnelles Auswechseln des Motors. In der ursprünglichen Ausführung mussten sie vor dem Motorwechsel auseinandergesägt werden; nach dem Einbau des neuen Motors mussten die Mechaniker neue Verstärkungsrohre an den Rahmen schweißen. Ab Sommer 1963 waren die Verstärkungsrohre ohne Säge- und Schweißarbeiten entfernbar. Im ersten Halbjahr 1963 wurde außerdem die Karosserie überarbeitet. Die attraktiven Linien des Prototyps wurden dabei jedenfalls teilweise aufgegeben. In der Form, die er bei seinem ersten Renneinsatz im Juni 1963 hatte, wurde der A.T.S. 100 zumeist als plump empfunden, und die Ausführungen einiger Details habe ein niedriges Niveau handwerklicher Fähigkeiten erkennen lassen.

## Renneinsätze
Das Team Automobili Turismo e Sport meldete den A.T.S. 100 in der Formel-1-Saison 1963 zu insgesamt sieben Weltmeisterschaftsläufen, nahm aber nur an fünf Rennen teil. Fahrer waren der ehemalige Formel-1-Weltmeister und Ferrari-Pilot Phil Hill sowie der vergleichsweise unerfahrene Giancarlo Baghetti. Hill und Baghetti qualifizierten sich bei allen Rennen, zu denen sie antraten; für die vorderen Startreihen reichten die Qualifikationszeiten allerdings nie. Die Rückstände in der Qualifikation waren teilweise erheblich. Beim Debütrennen in Belgien etwa lag Hills Qualifikationszeit 12,6 Sekunden unter der Pole-Zeit von Graham Hill; Baghettis Rückstand betrug sogar mehr als 39 Sekunden.
In den Rennveranstaltungen erwies sich der A.T.S. 100 als leistungsschwach und unzuverlässig. Bei vier Großen Preisen schieden die Fahrer nach Technikdefekten vorzeitig aus. Zielankünfte gab es nur beim Großen Preis von Italien 1963. Hill wurde mit sieben Runden Rückstand Elfter, Baghetti kam als Fünfzehnter mit 23 Runden Rückstand ins Ziel. Der hohe Rückstand war auf zahlreiche Boxenstopps zurückzuführen, in denen technische Defekte behoben werden mussten.
Nach dem Großen Preis von Mexiko stellte A.T.S. den Formel-1-Betrieb ein.

## Weiterverwendung
Ein A.T.S. 100 wurde von dem britischen Rennmechaniker Alf Francis übernommen. Er überarbeitete das Auto und meldete es zum Großen Preis von Italien 1964 unter der Bezeichnung Derrington-Francis ATS100 für den portugiesischen Rennfahrer Mário Cabral. Cabral gelang die Qualifikation, allerdings konnte er das Rennen wegen eines technischen Defekts nicht beenden. Das Auto wurde später durch Dan Gurney bei einem Unfall im Rahmen einer Testfahrt zerstört.